# Buněčná linie Vero

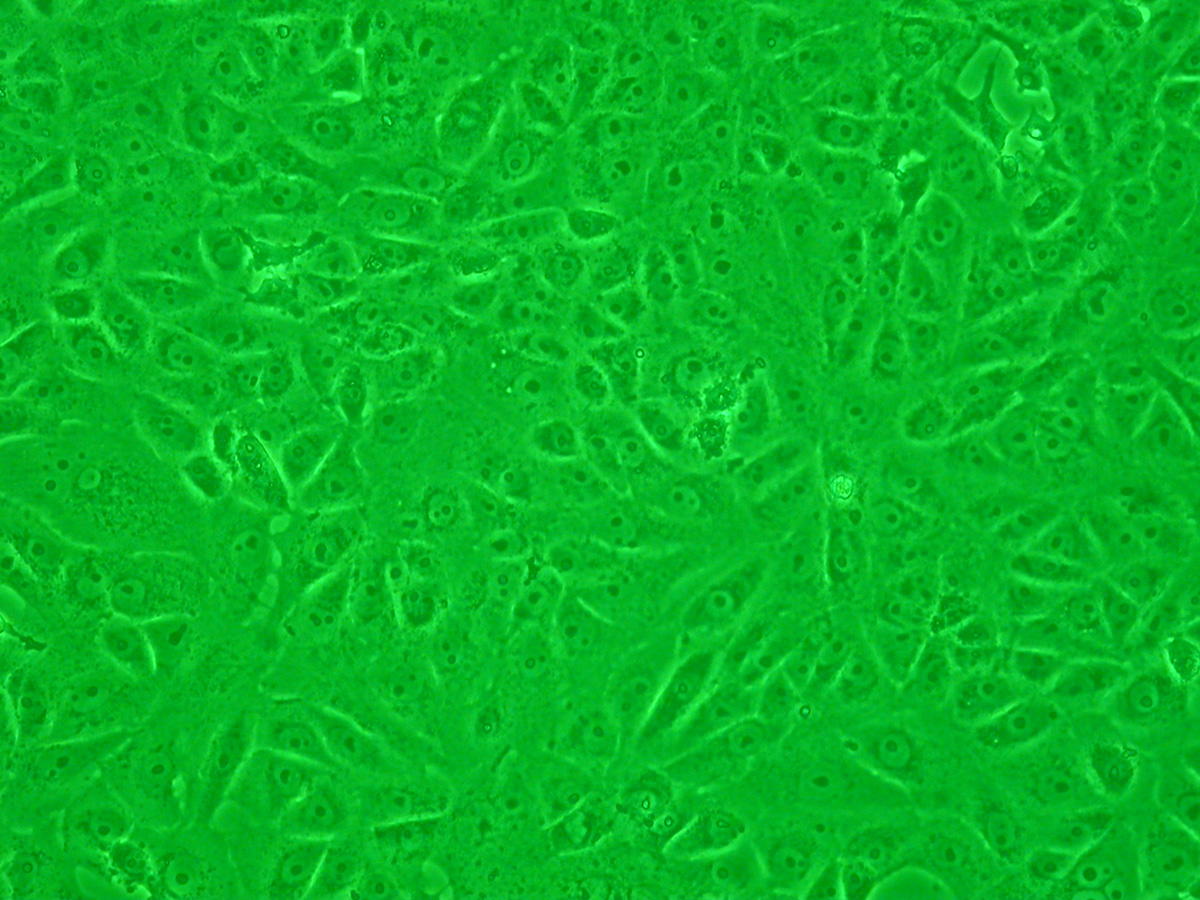
Buňky Vero (mikroskopie s fázovým kontrastem, 100×)

Buňky Vero je savčí kontinuální buněčná linie, která se běžně používá v mikrobiologii, v molekulárních a buněčných výzkumech. Vero linie byla ustanovena z epitelových buněk ledvin Kočkodana obecného (Chlorocebus aethiops, dříve Cercopithecus aethiops). Linie byla vyvinuta 27. března 1962 profesorem Y. Yasumura a Y. Kawakita na Univerzitě Chiba v Japonsku. Původní linie byla pojmenována "Vero" podle zkratky verda reno, což v esperantu znamená „zelená ledvina“, zatímco „vero“ samotné znamená v esperantu „pravda“.

## Charakterizace
Buněčná linie Vero je kontinuální a aneuploidní, což znamená, že má abnormální počet chromozomů. Kontinuální buněčná linie může být replikována prostřednictvím mnoha cyklů dělení a nestárne. Vero buňky jsou interferon-deficientní; na rozdíl od normálních savčích buněk nevylučují interferon alfa nebo beta, když jsou infikovány viry. Stále však mají receptor interferonu-alfa/beta, takže reagují normálně, když je do jejich kultivačního média přidán rekombinantní interferon.
Celou sekvenci genomu Vero buněčné linie určili japonští vědci v roce 2014. Chromozom 12 buněk Vero má homozygotní deleci ~9-Mb, která způsobuje ztrátu klastru genů interferonu I a inhibitorů cyklin-dependentní kinázy CDKN2A a CDKN2B v genomu. Ačkoli africké zelené opice byly dříve klasifikovány jako Cercopithecus aethiops, byly zařazeny do rodu Chlorocebus, který zahrnuje několik druhů. Analýza genomu ukázala, že buněčná linie Vero pochází ze samice Chlorocebus sabaeus.

## Využití ve výzkumu
Vero buňky se používají k mnoha účelům, včetně:
- screening na toxin Escherichia coli, nejprve nazvaný "Vero toxin" podle této buněčné linie a později nazvaný "Shiga-like toxin" kvůli jeho podobnosti s Shiga toxinem izolovaným z Shigella dysenteriae[6]
- jako hostitelské buňky pro rostoucí viry; například pro měření replikace v přítomnosti nebo nepřítomnosti výzkumného léčiva, testování na přítomnost viru vztekliny nebo růst zásob virů pro výzkumné účely. Jako nedávný příklad, CoronaVac, vakcína COVID-19 vyvinutá společností Sinovac Biotech používá ve výrobě buňky Vero a na obalu vakcíny je vidět výraz „Vero“.[8]
- jako hostitelské buňky pro eukaryotické parazity, zvláště pro trypanosomatidy[6]

## Linie
- Vero (ATCC č. CCL-81)

Izolován z ledviny C. aethiops dne 27. března 1962
- Vero 76 (ATCC č. CRL-1587)

Odvozený od Vero v roce 1968 roste do nižší hustoty nasycení (buňky na jednotku plochy) než původní Vero. Je užitečný pro detekci a počítání virů hemoragické horečky pomocí plakových testů.
- Vero E6, také známý jako Vero C1008 (ATCC č. CRL-1586)

Tato linie je klonem z Vero 76. Buňky Vero E6 vykazují určitou kontaktní inhibici, takže jsou vhodné pro propagaci virů, které se replikují pomalu.
- Výzkum kmenů transfekovaných virovými geny:

Vero F6 je buňka transfekovaná genem kódujícím vstupní protein HHV-1 glykoprotein-H (gH). Vero F6 byl transfekován prostřednictvím zřetězeného plazmidu s genem gH po kopii oblasti promotoru glykoproteinu-D (gD) HHV-1. V linii Vero F6 je exprese gH pod kontrolou promotorové oblasti gD.